# Cycas litoralis
Cycas litoralis é uma espécie de cicadófita do género Cycas da família Cycadaceae, nativa do sul do Myanmar, sul da Tailândia, sul do Vietname, de Sumatra e da Malásia. Segundo dados de 2010, a população tende a descrescer.